# 特莉絲坦娜
《特莉絲坦娜》（西班牙語：Tristana）是由路易斯·布紐爾導演的1970年西班牙電影，改編自貝尼托·佩雷斯·加爾多斯發表於1892年的同名小說。凱撒琳·丹尼芙與費南多·雷伊主演，影片在托雷多取景攝製。電影為法國演員凱撒琳·丹尼芙和義大利演員法蘭高·尼路作了西班牙語配音。本片是一部西-法-義合拍電影。

## 主要角色
- 凱撒琳·丹尼芙 飾
- 費南多·雷伊（英语：Fernando Rey） 飾 唐·洛佩
- 法蘭高·尼路 飾 奧拉西奧
- 蘿拉·高絲（英语：Lola Gaos） 飾 莎圖娜
- 安東尼奧·卡薩斯（英语：Antonio Casas） 飾 唐·科斯美

## 腳註
1. ↑  http://www.jpbox-office.com/fichfilm.php?id=8966

## 外部連結
- 互联网电影数据库（IMDb）上《特莉絲坦娜》的资料（英文）
- AllMovie上《特莉絲坦娜》的资料（英文）
- 爛番茄上《特莉絲坦娜》的資料（英文）
- 開眼電影網上《特莉絲坦娜 （页面存档备份，存于）》的資料 （繁體中文）
- 香港外語電影資料網上《特莉絲坦娜》的資料 （繁體中文）